# 11 Diagonal Street
11 Diagonal Street es una torre de oficinas en Johannesburgo (Sudáfrica), obra del arquitecto Helmut Jahn construida en 1983 con una altura de ochenta metros. Su diseño busca asemejarse a un diamante, ya que cada ángulo del edificio refleja diferentes vistas del distrito central de negocios. Considerado uno de los lugares emblemáticos del centro de la ciudad, acoge al Departamento de desarrollo de infraestructura de la provincia de Gauteng.

## Características
La torre terminó su construcción en 1983, con una superficie construida de aproximadamente veinte mil metros cuadrados repartidos en un total de veintidós plantas, dos de ellas bajo rasante, que alcanzan los ochenta metros de altura. La obra también se conoce como «Diamond Building» (en español, «edificio diamante»), debido a su fachada angular de vidrio que refleja los edificios circundantes.

## Concepción y diseño
Cuando el arquitecto Helmut Jahn —autor de edificios como el Messeturm en Frankfurt o el aeropuerto Suvarnabhumi en Bangkok— comenzó con las obras de la torre en 1981, las construcciones que circundaban Diagonal Street eran en su mayoría de poca altura y de dos o tres pisos. Johannesburgo, como muchas ciudades de Sudáfrica, se industrializó y formó su urbanismo en torno a calles en forma de mallas ortogonales, lo que proporcionó un buen contexto para los edificios geométricos. De este modo, en el centro de la ciudad empezaron a surgir iniciativas privadas de mayor escala.

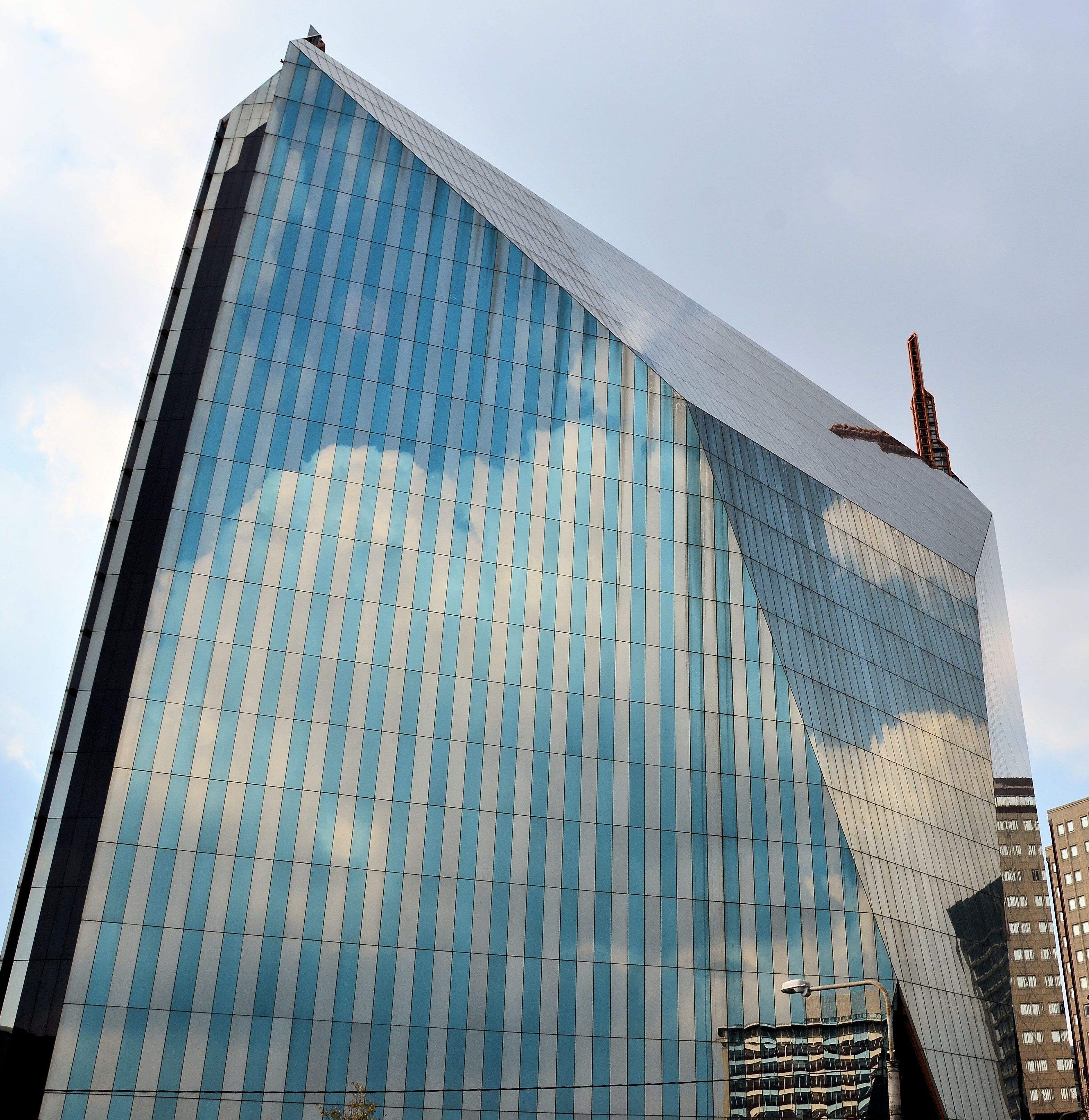
Nótese la fachada angulosa del edificio

El cliente que encargó la torre de oficinas, una división de De Beers (empresa dedicada a la explotación de diamantes), quiso reflejar el desarrollo del país con un arquitectura futurista. La forma del edificio está inspirada en la identidad de dicha empresa y contrasta con la arquitectura de las construcciones colindantes. A su vez, ofrece un «impacto positivo» en las inmediaciones, ya que su fachada refleja el entorno en lugar de eclipsarlo.
Helmut Jahn es un arquitecto conocido por sus estructuras posmodernas de acero y vidrio, como en el propio 11 Diagonal Street. Sus diseños distintivos con patrones de vidrio se popularizaron a finales de la década de 1970 y 1980, y se consideraba uno de los exponentes de la arquitectura posmodernista. Estos principios también se pueden encontrar en el Illusion Center de Chicago, en los techos arqueados de acero y vidrio de la terminal del aeropuerto O'Hare o el rascacielos Two Liberty Place en Filadelfia.